# 内德利科·约万诺维奇
内德利科·约万诺维奇（1970年9月16日—），塞尔维亚男子手球运动员。他曾代表南联盟参加2000年夏季奥林匹克运动会手球比赛，结果获得第四名。